# ウンブリアーティコ
ウンブリアーティコ（イタリア語: Umbriatico）は、イタリア共和国カラブリア州クロトーネ県にある、人口約800人の基礎自治体（コムーネ）。

## 地理

### 位置・広がり

#### 隣接コムーネ
隣接するコムーネは以下の通り。括弧内のCSはコゼンツァ県所属を示す。
- カンパーナ (CS)
- カルフィッツィ
- チロ
- クルーコリ
- パッラゴリーオ
- スカーラ・コエーリ (CS)